# Giaan Rooney
Giaan Rooney (n. 15 noiembrie 1982, Brisbane, Queensland, Australia) este o înotătoare ce a reprezentat Australia, medaliată olimpică. A participat la 2 ediții ale Jocurilor Olimpice (2000, 2004) în care a câștigat două medalii de aur și 3 medalii de argint.